# Мехия, Иполито
Рафаэль Иполито Мехия Домингес (исп. Rafael Hipólito Mejía Domínguez; род. 22 февраля 1941, Гурабо, провинция Сантьяго) — доминиканский политик, президент Доминиканской Республики с 2000 по 2004 год, кандидат в президенты на выборах 2012 года. Представитель Доминиканской революционной партии, затем Современной революционной партии.

## Биография
Окончил Политехнический институт им. Игнасио Лойолы в Сан-Кристобале, получил дополнительное образование в Университете штата Северная Каролина. Работал в Институте табака, в 1978 году был назначен министром сельского хозяйства при президенте Антонио Гусмане. В 1982 году, после окончания президентского срока Гусмана, безуспешно пытался выставить свою кандидатуру в Сенат от родной провинции Сантьяго. В 1990 году участвовал в президентских выборах в качестве кандидата в вице-президенты при лидере ДРП Хосе Франсиско Пенье, который баллотировался в президенты. В 2000 году участвовал в президентских выборах в качестве кандидата от ДРП. В первом туре набрал 49,87% голосов. Его оппоненты Данило Медина и Хоакин Балагер набрали 24,9% и 24,6% голосов соответственно. После того, как Балагер призвал своих сторонников поддержать Мехию, Медина отказался от борьбы во втором туре. 16 августа 2000 года Мехия вступил в должность президента и провёл на этом посту полный четырёхлетний срок. Во время своего срока по его инициативе были внесены изменения в Конституцию, которые увеличили количество президентских сроков подряд с одного до двух. В 2004 году участвовал в выборах, но проиграл на выборах Леонелю Фернандесу из Доминиканской партии освобождения, набрав 33,65% голосов против 57,11% у Фернандеса.
В 2012 году стал кандидатом в президенты от ДРП, однако победу одержал его главный соперник — Данило Медина из ДПО, набравший 52,3% голосов против 45,9% у Мехии.